# St. Laurentius (Attenhofen)

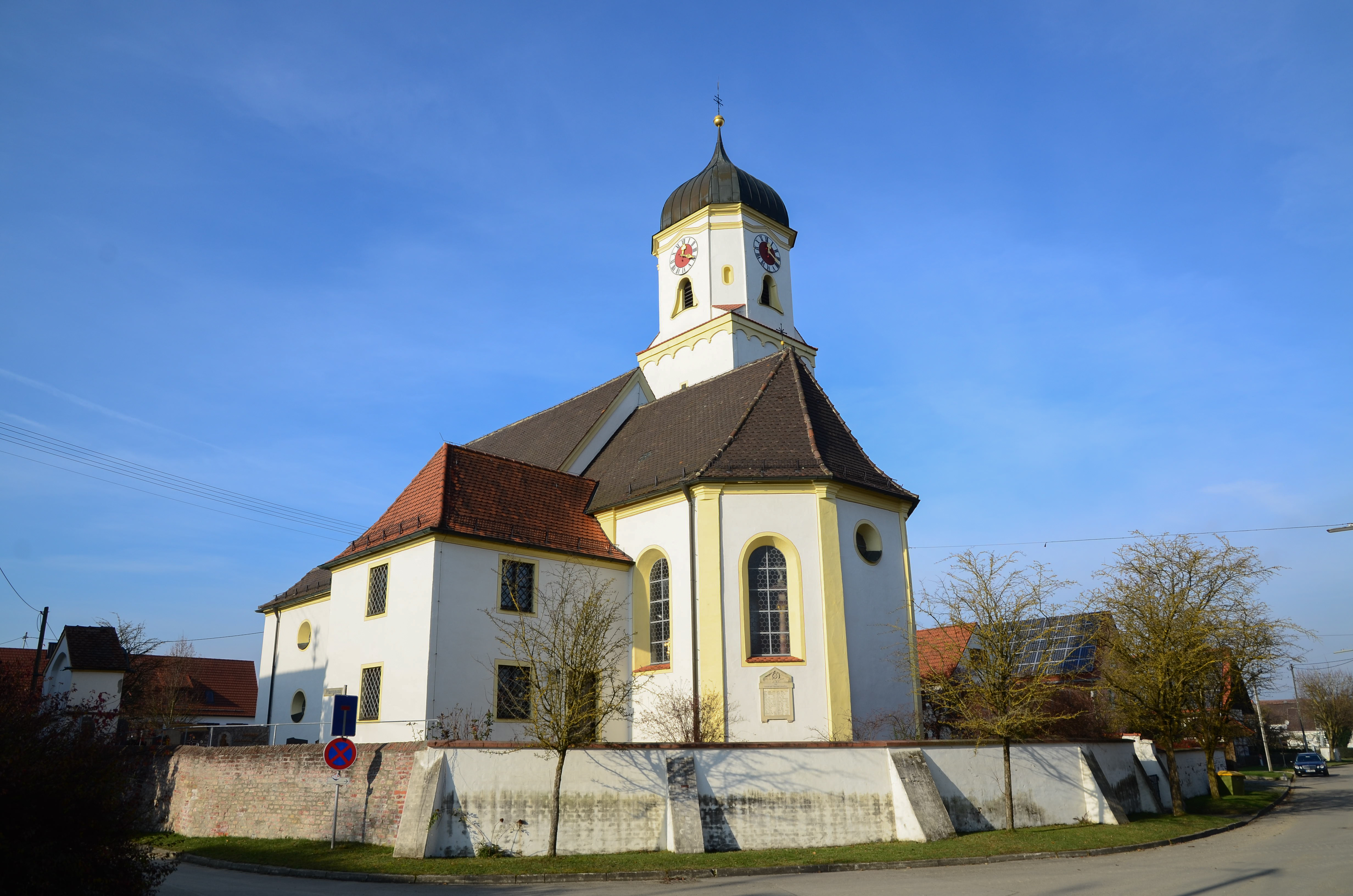
St. Laurentius in Attenhofen

Die römisch-katholische Pfarrkirche St. Laurentius steht in Attenhofen, einem Stadtteil von Weißenhorn im Landkreis Neu-Ulm in Bayern. Das Bauwerk ist in der Liste der Baudenkmäler in Weißenhorn als Baudenkmal unter der Nr. D-7-75-164-112 eingetragen. Die Kirchengemeinde gehört zum Dekanat Neu-Ulm des Bistums Augsburg.

## Beschreibung
Die Saalkirche wurde im späten 15. bis frühen 16. Jahrhundert erbaut und 1752 barockisiert. Sie besteht aus einem Langhaus, das 1752 nach Westen verlängert wurde, einem eingezogenen, dreiseitig geschlossenen Chor mit Pilastern an den Ecken im Osten, einem Kirchturm an der Nordwand des Langhauses und der Sakristei an der Südwand des Chors. Der Kirchturm auf quadratischem Grundriss wurde mit einem Geschoss mit abgeschrägten Ecken aufgestockt, das die Turmuhr und den Glockenstuhl mit vier Kirchenglocken beherbergt, und mit einer Zwiebelhaube bedeckt. 
Der Innenraum des Langhauses ist mit einer Flachdecke mit einer Deckenmalerei von Franz Martin Kuen überspannt. Zur Kirchenausstattung gehört ein 1764 gebauter Hochaltar, der von den Statuen der heiligen Anna und des heiligen Joachim flankiert wird. Eine Darstellung der Maria wird Niklaus Weckmann zugeschrieben. Die Orgel wurde 1907 von den Gebrüdern Hindelang gebaut.